# Ototoksičnost
Ototoksičnost je strupeno delovanje na receptorje in živce v notranjem ušesu. Običajno sta prizadeta koščeni polž ali slušni živec, včasih tudi preddvor ušesa. Po navadi gre za neželeni učinek zdravil; med ototoksična zdravila sodijo antibiotiki (kot je aminoglikozidni gentamicin), diuretiki zanke (kot je furosemid) in zdravila proti raku, ki vsebujejo platino (npr. cisplatin). Tudi številni nesteroidni antirevmatiki, kot je meloksikam, izkazujejo ototoksično delovanje. Posledice so lahko izguba sluha, motnje ravnotežja ali oboje. Gre bodisi za prehodne in povratne motnje ali pa je stanje ireverzibilno in trajno. 

## Ototoksična zdravila

### Antibiotiki
Antibiotiki iz aminoglikozidne skupine, kamor sodita gentamicin in tobramicin, lahko povzročita škodljive učinke na koščenega polža v ušesu; mehanizem ni pojasnjen. Možna razlaga je ta, da je antibiotik veže na receptorje NMDA v koščenem polžu in poškoduje živce zaradi ekscitotoksičnosti (premočno vzburjenje nevronov). Aminoglikozidi lahko spodbudijo tudi nastanek reaktivnih kisikovih zvrsti, kar lahko poškoduje celice v koščenem polžu. Enkrat dnevno odmerjanje in sočasna aplikacija N-acetilcisteina naj bi ščitila pred ototoksičnim delovanjem aminoglikozidnih antibiotikov. Ototoksični učinek gentamicina se uporablja tudi v terapevtske namene, in sicer pri Menierovi bolezni; gentamicin poškoduje notranje uho in tako ustavi napade vrtoglavice, vendar hkrati povzroči tudi trajno gluhoto.
Makrolidne antibiotike, vključno z eritromicinom, prav tako povezujejo z reverzibilnimi ototoksičnimi učinki. Mehanizem,ki privede do tega učinka, naj bi bil motnja ionskega transporta v vaskularni striji. Dodatni dejavniki tveganja so motnje ledvic, motnje jeter in nedavna presaditev organa.

### Diuretiki zanke
Furosemid, učinkovino iz skupine diuretikov zanke, povezujejo prav tako z ototoksičnimi učinki, predvsem pri odmerkih, višjih od 240 mg na uro. Sorodna učinkovina etakrinska kislina je tudi deloma ototoksična. Bumetanid predstavlja v primerjavi s furosemidom manjše tveganje za poškodbe notranjega ušesa.

### Citostatična zdravila
Citostatike, ki vsebujejo platino (vključno s cisplatinom in karboplatinom), povezujejo s škodljivimi učinki na koščenega polža in s tem izgube visokofrekvenčnega sluha in povzročanjem tinitusa (zvenenja v ušesih). Ototoksične učinke redkeje opažajo pri sorodni spojini oksaliplatin. S siplatinom povzročena ototoksičnost je odvisna od odmerka; značilno se pojavlja pri odmerkih nad 60 mg/m2 in kaže, da je pogostejša pri odmerjanju enkrat na dva tedna v primerjavi z odmerjanjem vsak teden. Cisplatin in sorodne učinkovine se absorbirajo v dlačnice (celice v koščenem polžu) in povzročijo nastanek reaktivnih kisikovih zvrsti, kar posledično poškoduje celice. Manjša pogostnost ototoksičnih neželenih učinkov pri oksaliplatinu naj bi bila posledica manjšega privzema spojine v te celice. Za poskus preprečevanja s cisplatinom povzročene ototoksičnosti so uporabljali aminofostin, a Ameriško društvo kliničnih onkologov odsvetuje rutinsko dajanje te učinkovine.
Tudi alkaloide rožnatega zimzelena, kot je vinkristin, povezujejo s povzročanjem reverzibilne ototoksičnosti.

### Druge snovi
Ototoksične učinke so opazili pri kininu in težkih kovinah, kot sta živo srebro in svinec. Tudi visoki odmerki aspirina in drugih salicilatov naj bi povzročali tinitus in poslabšanje sluha v obeh ušesih, učinki pa izzvenijo po prenehanju uporabe teh zdravil.
V zadnjem času se pojavlja sum, da lahko poslabšanje sluha povzročajo tudi zdravila proti erektilni disfunkciji (Viagra, Levitra in Cialis).

## Simptomi
Simptomi vključujejo delno ali popolno izgubo sluha, vrtoglavico in tinitus.

## Zdravljenje
Specifičnega zdravljenja ni na voljo. Kadar so posledice ototoksičnega delovanja hujše od tveganja zaradi prekinitve terapije z zdravilom, je treba zdravljenje z ototoksičnim zdravilom prekiniti.